# Impatiens palliderosea
Impatiens palliderosea är en balsaminväxtart som beskrevs av Ernest Friedrich Gilg. Impatiens palliderosea ingår i släktet balsaminer, och familjen balsaminväxter. Utöver nominatformen finns också underarten I. p. lupangaensis.